# バーニングプロダクション
株式会社バーニングプロダクション（BURNING PRODUCTION）は、日本の芸能事務所。所在地は東京都港区赤坂。

## 概要
帝国データバンクの管理コードは98-213076-0。株主は全4名で、筆頭株主は創業者の周防郁雄。メインバンクはみずほ銀行赤坂支店だが、他の取引金融機関として三井住友銀行赤坂支店、三菱東京UFJ銀行赤坂支店、千葉銀行東京営業部、商工組合中央金庫東京支店がある。販売先としては日本テレビ放送網、フジテレビジョン、TBSテレビ、テレビ朝日、テレビ東京、プロシード、オフィスプロペラ、日本放送協会等がある。
収入高は2005年（平成17年）5月期で15億4000万円、2006年（平成18年）5月期で14億4800万円、2007年（平成19年）5月期で17億9800万円である。純利益は2005年（平成17年）5月期で2302万4000円、2006年（平成18年）5月期で1億1545万2000円、2007年（平成19年）5月期で1億4054万8000円である。

## 沿革
1971年（昭和46年）10月に設立。社名は当時の所属歌手・本郷直樹のデビュー曲『燃える恋人』に由来していると言われていたが、週刊現代の2016年11月26日号や現代ビジネスの『バーニング社長・周防郁雄氏が初めて語る「芸能界と私」』に掲載された周防のインタビューによれば藤圭子を担当していたあるディレクターの方がバーニングという名前を考えてくれたと話している。
有能なマネージャーは暖簾分けのようにして独立させ事務所を設立させ、それらの事務所らと企業集団・バーニンググループを作り上げた。
2024年に創業者である周防郁雄が退任し、息子の彰悟が2代目代表取締役社長に就任した。

## 役員
- 相談役会長：周防郁雄[1]
- 代表取締役社長：周防彰悟[1]
- 取締役：周防美恵子[1]、川村龍夫[1]
- 監査役：進春子[1]、宮地幸憲[1]

## 所属タレント
- 稲森いずみ
- 犬飼貴丈
- ウエンツ瑛士
- 内田有紀
- 加藤雅也
- 小池徹平
- 郷ひろみ
- 真田怜臣
- 関りおん
- 長山洋子
- 藤あや子
- 三浦翔平

## バーニンググループ
バーニンググループはバーニングプロダクションの公式サイトに関連会社として掲載されている企業・バーニング養成所の公式サイトに関連会社として掲載されている企業・バーニングプロダクションから暖簾分けで独立したマネージャーが設立した企業・周防一族が役員を務めている企業・その他の企業から構成されている企業グループである。

### バーニングプロダクションの公式サイトに関連会社として掲載されている企業
- バーニングパブリッシャーズ[7]

### バーニング養成所の公式サイトに関連会社として掲載されている企業
- ビッグアップル[8]
- ゴールデンミュージックプロモーション[8]
- サムデイグループ（サムデイ・ハイタイド）[8]

### バーニングプロダクションから暖簾分けで独立したマネージャーが設立した企業
- フロム・ファーストプロダクション[9][10]
- エヴァーグリーン・エンタテイメント
- マスタープラン

### 周防一族が役員を務めている企業
- バンクス[11]
- オフィスプロペラ[12]
- グリック[9]

### その他のグループ企業
- テイクオフ[13]
- レプロエンタテインメント[14]
- テンカラット[15][16]
- トヨタオフィス[17]
- プロデュース＆ディレクション[18]
- プロダクションオーロラ[19]
- エーチームグループ（A-team・A-PLUS・A-Light）[20]
- イトーカンパニー[21]
- Atmosphere Arts - （バーニングパブリッシャーズの制作部）
- ファインネクスト

### 過去のグループ企業
- アミューズ - 周防が設立に関わり、大里洋吉と折半して出資していた。そのため、周防はバーニングのグループ企業という認識だった。そのため、アミューズに所属するサザンオールスターズの「いとしのエリー」までの著作権はバーニングパブリッシャーズが保有している[22]。